# Antheua stricta
Antheua stricta är en fjärilsart som beskrevs av Fabricius 1798. Antheua stricta ingår i släktet Antheua och familjen tandspinnare. Inga underarter finns listade i Catalogue of Life.